# Hadrami (Bevölkerungsgruppe)
Die Hadarim (arabisch حضارم, DMG Ḥaḍārim, engl. Hadharem; Sg. Hadramī / حضرمي / Ḥaḍramī) sind die arabischsprachige Bevölkerungsgruppe des ostjemenitischen Hadramaut-Gebietes. Sie sprechen den regionalen Dialekt Hadrami-Arabisch, sind überwiegend sunnitische Schāfiʿiten und pflegen eine ausgeprägte Stammes- und Handelskultur, die schon früh eine bedeutende Diaspora rund um den Indischen Ozean hervorbrachte (u. a. in Ostafrika und Südostasien). Innerhalb Jemens bezeichnet „Hadrami“ einfach die Bewohner und Stämme Hadramauts – also genau jene lokale Basis, aus der sich die Elitetruppen der Hadrami (Hadrami Elite Forces) rekrutieren.